# Kén-trioxid piridin komplex
A kén-trioxid piridin komplex kémiai vegyület, képlete C5H5NSO3. Színtelen, szilárd anyag, jól oldódik poláris szerves oldószerekben. Ez a komplex kén-trioxidból és piridinből keletkezik – előbbi Lewis-sav, utóbbi Lewis-bázis. Elsősorban kén-trioxid-forrásként használják, például szulfátészterek alkoholokból történő előállításához:
ROH  +  C5H5NSO3   →   [C5H5NH]+[ROSO3]-

## Fordítás
- Ez a szócikk részben vagy egészben  a   Sulfur trioxide pyridine complex című angol Wikipédia-szócikk ezen változatának fordításán alapul.  Az eredeti cikk szerkesztőit annak laptörténete sorolja fel. Ez a jelzés csupán a megfogalmazás eredetét és a szerzői jogokat jelzi, nem szolgál a cikkben szereplő információk forrásmegjelöléseként.